# 天野就友
天野 就友（あまの なりとも）は、江戸時代前期の武士。毛利氏の家臣で萩藩（長州藩）士。天野元重の四男で、天野元因の養子となる。

## 生涯
慶長18年（1613年）、毛利氏家臣・天野元重の四男として生まれ、子がいなかった同族の天野元因の養子となる。幼名は「岩松丸」。
元和7年（1621年）6月13日、兼重元辰の娘で就友と同じく元因の養女となった「みや」と婚姻し、実子がいない元因の知行職を相続することを毛利輝元・秀就父子から認められた。なお、もし2人が不和によって離縁した場合は、就友が相続した元因の知行職は「みや」に返還させるが、もし「みや」に問題がある場合は言上することと定められた。
同年7月13日、毛利秀就から「就」の偏諱と「雅楽允」の官途名を与えられ、曽祖父である天野元友から「友」の字をとって天野雅楽允就友と名乗った。
寛永14年（1637年）2月14日に養父の元因が死去したため、家督を相続する。
延宝3年（1675年）9月2日に死去。享年63。長男の就景（与三右衛門）は早世していたため、次男の友時が後を継いだ。